# Weissenberg-Zahl
Die Weissenberg-Zahl {\displaystyle {\mathit {Wi}}}, benannt nach dem Physiker und Rheologen Karl Weissenberg, ist eine dimensionslose Kennzahl zur Beschreibung des viskoelastischen Stoffverhaltens von Fluiden. Aufgrund ihrer Ähnlichkeit mit der Deborah-Zahl wird die Weissenberg-Zahl häufig in Verbindung mit ihr verwendet.
Die Weissenberg-Zahl ist das Produkt aus Schergeschwindigkeit {\displaystyle {\dot {\gamma }}} und Relaxationszeit {\displaystyle \lambda }:
{\displaystyle {\mathit {Wi}}={\dot {\gamma }}\lambda }